# Gerald Wellesley, 7:e hertig av Wellington
Gerald Wellesley, 7:e hertig av Wellington, född 1885, död 1972, var en brittisk aristokrat, diplomat och arkitekt.

## Biografi
Gerald Wellesley var son till Arthur Charles Wellesley, 4:e hertig av Wellington.
Gerald Wellesley tjänstgjorde under flera år som diplomat inom brittiska UD, dessutom blev han med åren en känd arkitekt och invaldes som Fellow i Royal Institute of British Architects 1921. Han var också under många år reservofficer och tjänstgjorde som överstelöjtnant under 2:a världskriget.
1947 beslöt han att skänka sitt Londonresidens Apsley House till brittiska nationen och där skapades snart ett Wellingtonmuseum, tillägnat den förste hertigen av Wellington. Han förbehöll sig dock rätten att använda en del av huset som sitt fortsatta hem. 1951 utnämndes han till riddare av Strumpebandsorden av kung Georg VI av Storbritannien.
Han gifte sig 1914 med Dorothy Ashton, de separerade 1922. De fick två barn tillsammans, däribland:
- Arthur Wellesley, 8:e hertig av Wellington (1915–2014)